# Una víctima del fanatismo
Una víctima del fanatismo (en ucraniano: Жертва фанатизму) es una pintura del pintor ucraniano Mykola Pymonenko, pintada en 1899.

## Fondo
Pymonenko había leído un artículo periodístico sobre un ataque de miembros de la comunidad judía a una chica que se enamoró de un herrero ucraniano y decidió convertirse al cristianismo para casarse con él. Pymonenko visitó la ciudad de Kremenets en Volinia, donde hizo muchos bocetos de la naturaleza.

## Descripción
Una joven con la blusa rota, que huye de una turba enfurecida, se aferra a una valla, se ve una cruz en su cuello. Justo enfrente de ella se encuentra un hombre agitando los puños, vestido con ropas rituales judías; además de la kipá, lleva un tefilín y un talit. El resto de los habitantes del pueblo se visten informalmente. Muchos de ellos van armados con palos, paraguas y tenazas. Los padres de la chica permanecen algo distantes: la madre llora, se aleja de su hija y el padre tiene la mano derecha levantada en señal de renuncia a su hija.

## Detalles técnicos
La pintura es un óleo sobre lienzo. Actualmente se encuentra en exhibición en el Museo de Arte de Járkov.